# Bohnenberger (månekrater)
Bohnenberger er et nedslagskrater på Månen. Det befinder sig på Månens forside nær den østlige kant af Mare Nectaris, og det er opkaldt efter den tyske matematiker og astronom Johann von Bohnenberger (1765 – 1831).
Navnet blev officielt tildelt af den Internationale Astronomiske Union (IAU) i 1935. 
Observation af krateret rapporteredes første gang i 1834 af Johann Heinrich von Mädler. 

## Omgivelser
Bohnenbergerkrateret ligger ved foden af Montes Pyrenaeus-bjergkæden, som danner omkredsen af månemaret. Øst for – på den anden side af bjergene – ligger det større Colombokrater. 

## Karakteristika
Krateret har en lav rand langs den nordlige side, og kraterbunden er noget irregulær med en højderyg, som krydser den. Der ligger et lille krater langs den vestlige indre væg.

## Satellitkratere
De kratere, som kaldes satellitter, er små kratere beliggende i eller nær hovedkrateret. Deres dannelse er sædvanligvis sket uafhængigt af dette, men de får samme navn som hovedkrateret med tilføjelse af et stort bogstav. På kort over Månen er det en konvention at identificere dem ved at placere dette bogstav på den side af satellitkraterets midte, som ligger nærmest hovedkrateret. Bohnenbergerkrateret har følgende satellitkratere:
| Bohnenberger | Længde  | Bredde  | Diameter |
| ------------ | ------- | ------- | -------- |
| A            | 17,8° S | 40,1° Ø | 30 km    |
| C            | 18,5° S | 41,1° Ø | 16 km    |
| D            | 18,3° S | 42,6° Ø | 14 km    |
| E            | 17,4° S | 42,1° Ø | 13 km    |
| F            | 14,7° S | 39,6° Ø | 10 km    |
| G            | 17,2° S | 40,1° Ø | 12 km    |
| J            | 14,8° S | 40,3° Ø | 5 km     |
| N            | 17,9° S | 41,9° Ø | 6 km     |
| P            | 19,1° S | 41,4° Ø | 11 km    |
| W            | 18,2° S | 41,1° Ø | 10 km    |

## Måneatlas
- Billeder af Bohnenbergerkrateret i LPI-måneatlasset